# Saison 1962-1963 du FC Nantes
Chronologie
Saison précédente Saison suivante
La saison 1962-1963 du FC Nantes est la 20e saison de l'histoire du club nantais. Le club est engagé dans trois compétitions officielles : la Division 2 (17e participation), la Coupe de France (20e participation) et enfin la Coupe Drago (12e participation).

## Effectif et encadrement

### Tableau des transferts

#### Transferts du mercato d'été
| Nom                | Nationalité | Poste     | Modalités | Provenance/Destination | Division         |
| ------------------ | ----------- | --------- | --------- | ---------------------- | ---------------- |
| Arrivées           |             |           |           |                        |                  |
| Frantz Edom        | France      | Milieu    |           | RC Lens                | Division 1 (D1)  |
| Lionel Lamy        | France      | Milieu    |           |                        |                  |
| Jean Markiewicz    | France      | Milieu    |           | US Valenciennes-Anzin  | Division 2 (D2)  |
| Roger Pohon        | France      | Milieu    |           | FC Nantes rés.         | CFA - Ouest (D3) |
| Sadek Boukhalfa    | Algérie     | Attaquant |           | AS Béziers             | Division 2 (D2)  |
| Claude Corbel      | France      | Attaquant |           | FC Rouen               | Division 1 (D1)  |
| Rafael Santos      | Argentine   | Attaquant |           |                        |                  |
| Départs            |             |           |           |                        |                  |
| Marc Bachortz      | France      | Gardien   |           | US Forbach             | Division 2 (D2)  |
| Léon Lecorps       | France      | Gardien   |           |                        |                  |
| Jean-Jacques Simon | France      | Défenseur |           | FC Nantes rés.         | DH - Ouest (D4)  |
| Ernest Bodini      | France      | Milieu    |           | AS Cherbourg           | Division 2 (D2)  |
| Félix Suray        | France      | Milieu    |           |                        |                  |
| Raymond Wosniesko  | France      | Milieu    |           |                        |                  |
| Thadée Cisowski    | France      | Attaquant |           | Retraite sportive      |                  |
| Philippe Gondet    | France      | Attaquant |           | SM Caen                | CFA - Nord (D3)  |
| Pierre Grillet     | France      | Attaquant |           |                        |                  |
| Jacques Rousseau   | France      | Attaquant |           |                        |                  |

#### Transferts hors mercato
| Nom             | Nationalité | Poste     | Modalités | Provenance/Destination | Division        |
| --------------- | ----------- | --------- | --------- | ---------------------- | --------------- |
| Arrivées        |             |           |           |                        |                 |
| Philippe Gondet | France      | Attaquant | (janvier) | SM Caen                | CFA - Nord (D3) |

## Matchs amicaux
| Date      | Statut        | Adversaire | Niveau | Lieu               | Score | Buteurs du FC Nantes | Affluence |
| --------- | ------------- | ---------- | ------ | ------------------ | ----- | -------------------- | --------- |
| août 1963 | Coupe Odorico | Angers SCO | D1     | La Baule-Escoublac | 2 - 3 | ?                    | 3.000     |

## Compétitions

### Division 2

#### Calendrier
| Date                       | Journée | Adversaire             | Lieu | Score | Buteurs du FC Nantes       | Class. | Affluence |
| -------------------------- | ------- | ---------------------- | ---- | ----- | -------------------------- | ------ | --------- |
| Dimanche 19 août 1962      | J01     | AS Cherbourg           | Ext. | 2 - 2 |                            |        |           |
| Dimanche 26 août 1962      | J02     | AS Béziers             | Dom. | 3 - 0 |                            |        |           |
| Dimanche 2 septembre 1962  | J03     | FC Sochaux-Montbéliard | Ext. | 1 - 2 |                            |        |           |
| Dimanche 9 septembre 1962  | J04     | AS Saint-Étienne       | Dom. | 0 - 4 | -                          |        | 12.706    |
| Mercredi 12 septembre 1962 | J05     | FC Metz                | Ext. | 1 - 3 | Boukhalfa 67e              |        | 5.000     |
| Samedi 15 septembre 1962   | J06     | CO Roubaix-Tourcoing   | Ext. | 2 - 1 |                            |        |           |
| Dimanche 23 septembre 1962 | J07     | Red Star OA            | Dom. | 1 - 0 |                            |        |           |
| Dimanche 30 septembre 1962 | J08     | Exempt                 | -    | -     | -                          | -      | -         |
| Samedi 6 octobre 1962      | J09     | US Boulogne-sur-Mer    | Dom. | 2 - 0 |                            |        |           |
| Dimanche 14 octobre 1962   | J10     | AS Cannes              | Ext. | 1 - 1 |                            |        |           |
| Samedi 20 octobre 1962     | J11     | Limoges FC             | Dom. | 5 - 1 |                            |        |           |
| Dimanche 28 octobre 1962   | J12     | Lille OSC              | Dom. | 3 - 1 |                            |        |           |
| Jeudi 1er novembre 1962    | J13     | Le Havre AC            | Ext. | 1 - 1 |                            |        |           |
| Dimanche 4 novembre 1962   | J14     | AS aixoise             | Dom. | 3 - 0 |                            |        |           |
| Dimanche 11 novembre 1962  | J15     | AS Troyes-Savinienne   | Dom. | 5 - 0 |                            |        |           |
| Dimanche 18 novembre 1962  | J16     | RCFC Besançon          | Ext. | 2 - 0 |                            |        |           |
| Dimanche 25 novembre 1962  | J17     | CA Paris               | Dom. | 3 - 1 |                            |        |           |
| Dimanche 2 décembre 1962   | J18     | US Forbach             | Ext. | 2 - 0 |                            |        |           |
| Dimanche 9 décembre 1962   | J19     | SC Toulon              | Ext. | 2 - 1 |                            |        |           |
| Dimanche 16 décembre 1962  | J20     | Le Havre AC            | Dom. | 3 - 0 |                            |        |           |
| Dimanche 6 janvier 1963    | J22     | AS Cherbourg           | Dom. | 2 - 0 |                            |        |           |
| Dimanche 27 janvier 1963   | J24     | AS aixoise             | Ext. | 1 - 0 |                            |        |           |
| Dimanche 3 février 1963    | J25     | US Forbach             | Dom. | 3 - 0 |                            |        |           |
| Dimanche 10 février 1963   | J26     | AS Béziers             | Ext. | 0 - 2 | -                          |        |           |
| Mercredi 13 février 1963   | J27     | SC Toulon              | Dom. | 1 - 0 |                            |        |           |
| Dimanche 3 mars 1963       | J28     | AS Cannes              | Dom. | 4 - 1 |                            |        |           |
| Dimanche 10 mars 1963      | J23     | AS Troyes-Savinienne   | Ext. | 7 - 3 |                            |        |           |
| Dimanche17 mars 1963       | J29     | CA Paris               | Ext. | 2 - 2 |                            |        |           |
| Dimanche 24 mars 1963      | J30     | Limoges FC             | Ext. | 1 - 4 |                            |        |           |
| Samedi 6 avril 1963        | J31     | RCFC Besançon          | Dom. | 5 - 0 |                            |        |           |
| Samedi 13 avril 1963       | J32     | CO Roubaix-Tourcoing   | Dom. | 3 - 0 |                            |        |           |
| Dimanche 21 avril 1963     | J33     | Exempt                 | -    | -     | -                          | -      | -         |
| Samedi 27 avril 1963       | J34     | Red Star OA            | Ext. | 1 - 3 |                            |        |           |
| Mercredi 1er mai 1963      | J35     | FC Metz                | Dom. | 2 - 0 | Guillot 44e, Boukhalfa 89e |        | 12.871    |
| Dimanche 5 mai 1963        | J36     | AS Saint-Étienne       | Ext. | 1 - 0 | Boukhalfa 47e              |        | 16.711    |
| Samedi 18 mai 1963         | J21     | Lille OSC              | Ext. | 4 - 3 |                            |        |           |
| Samedi 1er juin 1963       | J37     | FC Sochaux-Montbéliard | Dom. | 2 - 0 |                            |        | 16.956    |
| Dimanche 9 juin 1963       | J38     | US Boulogne-sur-Mer    | Ext. | 1 - 2 |                            |        |           |

#### Classement
| Rang | Équipe                  | Pts | J  | G  | N  | P  | Bp | Bc | Diff |
| ---- | ----------------------- | --- | -- | -- | -- | -- | -- | -- | ---- |
| 1    | AS Saint-ÉtienneR       | 58  | 36 | 25 | 8  | 3  | 85 | 45 | +40  |
| 2    | FC Nantes               | 54  | 36 | 25 | 4  | 7  | 82 | 38 | +44  |
| 3    | FC Sochaux-MontbéliardR | 51  | 36 | 21 | 9  | 6  | 68 | 33 | +35  |
| 4    | Le Havre ACR            | 47  | 36 | 18 | 11 | 7  | 63 | 43 | +20  |
| 5    | Red Star OA             | 43  | 36 | 17 | 9  | 10 | 69 | 60 | +9   |
| 6    | US Boulogne-sur-Mer     | 39  | 36 | 15 | 9  | 12 | 66 | 55 | +11  |
| 7    | Lille OSC               | 38  | 36 | 15 | 8  | 13 | 63 | 59 | +4   |
| 8    | Limoges FC              | 37  | 36 | 14 | 9  | 13 | 57 | 60 | -3   |
| 9    | FC MetzR                | 36  | 36 | 12 | 12 | 12 | 62 | 46 | +16  |
| 10   | AS Béziers              | 36  | 36 | 15 | 6  | 15 | 64 | 62 | +2   |
| 11   | AS Cannes               | 35  | 36 | 16 | 3  | 17 | 67 | 70 | -3   |
| 12   | RCFC Besançon           | 32  | 36 | 12 | 8  | 16 | 36 | 32 | +4   |
| 13   | US Forbach              | 29  | 36 | 11 | 7  | 18 | 36 | 53 | -17  |
| 14   | CO Roubaix-Tourcoing    | 28  | 36 | 9  | 10 | 17 | 46 | 53 | -7   |
| 15   | CA Paris                | 28  | 36 | 9  | 10 | 17 | 39 | 62 | -23  |
| 16   | AS Cherbourg            | 27  | 36 | 7  | 13 | 16 | 46 | 62 | -16  |
| 17   | AS Troyes-Savinienne    | 26  | 36 | 8  | 10 | 18 | 50 | 76 | -26  |
| 18   | SC Toulon               | 23  | 36 | 7  | 9  | 20 | 41 | 70 | -29  |
| 19   | AS aixoise              | 17  | 36 | 6  | 5  | 25 | 32 | 73 | -41  |

Promotions et relégations
- Montée en Division  1 1963-1964
- Rétrogradation administrative

Abréviations

#### Buteurs
| Rang | No. | Pos. | Nat. | Nom                  | Buts |
| ---- | --- | ---- | ---- | -------------------- | ---- |
| 1    |     |      |      | Rafael Santos        | 19   |
| 2    |     |      |      | Bernard Blanchet     | 14   |
|      |     |      |      | Sadek Boukhalfa      | 14   |
|      |     |      |      | Jean Guillot         | 14   |
| 5    |     |      |      | Yvon Jublot          | 5    |
| 6    |     |      |      | Jean-Marie Couronne  | 3    |
|      |     |      |      | Philippe Gondet      | 3    |
|      |     |      |      | André Strappe        | 3    |
| 9    |     |      |      | Roger Pohon          | 2    |
| 10   |     |      |      | Frantz Edom          | 1    |
|      |     |      |      | Gilbert Le Chenadec  | 1    |
|      |     |      |      | Jean-Claude Lhomme   | 1    |
|      |     |      |      | Jean-Claude Suaudeau | 1    |
|      |     |      |      | Indéterminé          | 1    |
|      |     |      |      | TOTAUX               | 82   |

### Coupe de France

#### Calendrier
| Date                      | Tour            | Adversaire       | Niveau           | Lieu   | Score | Buteurs du FC Nantes | Affluence |
| ------------------------- | --------------- | ---------------- | ---------------- | ------ | ----- | -------------------- | --------- |
| Dimanche 23 décembre 1962 | 6e t.           | Stade quimpérois | CFA - Ouest (D3) | Ext.   | 1 - 0 | ?                    | ?         |
| Dimanche 20 janvier 1963  | 1/32e de finale | Red Star OA      | D2               | Neutre | 0 - 6 | -                    | 2.364     |

#### Buteurs
| Rang | No. | Pos. | Nat. | Nom         | Buts |
| ---- | --- | ---- | ---- | ----------- | ---- |
| 1    |     |      |      | Indéterminé | 1    |
|      |     |      |      | TOTAUX      | 1    |

### Coupe Charles Drago

#### Calendrier
| Date                     | Tour     | Adversaire | Niveau | Lieu | Score | Buteurs du FC Nantes | Affluence |
| ------------------------ | -------- | ---------- | ------ | ---- | ----- | -------------------- | --------- |
| Mercredi 13 février 1963 | 1er tour | FC Rouen   | D1     | Dom. | 1 - 2 | Boukhalfa 4e         | 1.780     |

#### Buteurs
| Rang     | No.      | Pos.     | Nat.     | Nom             | Buts |
| -------- | -------- | -------- | -------- | --------------- | ---- |
| 1        |          |          |          | Sadek Boukhalfa | 1    |
| 1 buteur | 1 buteur | 1 buteur | 1 buteur | TOTAUX          | 1    |

## Statistiques

### Statistiques collectives
| Compétition         | Débute au tour | Termine         | Matches joués | Gagnés | Nuls | Perdus | Buts pour | Buts contre | Différence |
| ------------------- | -------------- | --------------- | ------------- | ------ | ---- | ------ | --------- | ----------- | ---------- |
| Division 2          |                | 2e              | 36            | 25     | 4    | 7      | 82        | 38          | +44        |
| Coupe de France     | 6e tour        | 1/32e de finale | 2             | 1      | 0    | 1      | 1         | 6           | -5         |
| Coupe Charles Drago | 1er tour       | 1er tour        | 1             | 0      | 0    | 1      | 1         | 2           | -1         |
| Total               | -              | -               | 39            | 26     | 4    | 9      | 84        | 46          | +38        |

## Autres équipes

### Équipe B

#### Classement
Le groupe Ouest de Division d'Honneur est remporté par le FC Nantes rés..
| Rang | Équipe                      | Pts | J  | G  | N | P  | Bp | Bc | Diff |
| ---- | --------------------------- | --- | -- | -- | - | -- | -- | -- | ---- |
| 1    | FC Nantes rés.              | 39  | 26 | 19 | 1 | 6  | 65 | 24 | +41  |
| 2    | Olympique de Saumur         | 35  | 26 | 14 | 7 | 5  | 47 | 30 | +17  |
| 3    | FC Lorient                  | 35  | 26 | 14 | 7 | 5  | 60 | 41 | +19  |
| 4    | Stade lavallois             | 33  | 26 | 15 | 3 | 8  | 62 | 44 | +18  |
| 5    | UCK Vannes                  | 32  | 26 | 13 | 6 | 7  | 53 | 34 | +19  |
| 6    | Stade briochin              | 31  | 26 | 11 | 9 | 6  | 51 | 39 | +12  |
| 7    | SO Cholet                   | 28  | 26 | 10 | 8 | 8  | 34 | 37 | -3   |
| 8    | Angers SCO rés.             | 25  | 26 | 9  | 7 | 10 | 40 | 41 | -1   |
| 9    | CEP Lorient                 | 22  | 26 | 8  | 6 | 12 | 49 | 38 | +11  |
| 10   | Stade léonard               | 22  | 26 | 8  | 6 | 12 | 37 | 50 | -13  |
| 11   | Drapeau Fougères            | 19  | 26 | 8  | 3 | 15 | 37 | 58 | -21  |
| 12   | US Concarneau               | 19  | 26 | 7  | 5 | 14 | 31 | 44 | -13  |
| 13   | US Saint-Malo               | 16  | 26 | 5  | 6 | 15 | 26 | 41 | -15  |
| 13   | Voltigeurs de Châteaubriant | 8   | 26 | 1  | 6 | 19 | 23 | 94 | -71  |